# Рай — це білий кінь, який ніколи не втомлюється
«Рай — це білий кінь, який ніколи не втомлюється» (італ. «Il paradiso è un cavallo bianco che non suda mai») — автобіографічна книга італійського співака і кіноактора Адріано Челентано, що вийшла у співавторстві з журналісткою Лудовікою Ріпа ді Меана 1982 року.

## Опис
У книзі Челентано згадував свою молодість, любовні романи, говорив про дружину, дітей і роботу, висловлював свої погляди. Челентано запевняв, що для нього існує тільки три речі: будинок, церква і кіно.

## Зміст книги
- «Вулиця Глюка»
- «Щастя»
- «Школа»
- «Серджо Каваньєра»
- «Про знайомство з Клаудією Морі»
- «Про перший поцілунок з Клаудією Морі»
- «Про розрив відносин з Міленою»
- «Про смерть матері»
- «Про сімейні стосунки»
- «Про секс…»
- «Про кохання»
- «Про Міну»
- «Про „Клан“»
- «Про Мілан»
- «Про „Prisencolinensinainciusol“»

## Критика
| Ліві лапки | «Новий спалах інтересу до Челентано викликаний також публікацією в Італії книги — спогадів і роздумів про своє життя і кар'єру. Книга носить химерну назву — „Рай — це білий кінь, який ніколи не втомлюється“ і, звичайно, написана не самим Челентано, який визнає, що він не дуже сильний в грамоті, а журналісткою, яка записала його розповіді. Адріано згадує свою молодість, любовні романи, говорить про дружину, про дітей, про роботу, висловлює свої погляди. З цих сторінок, а також з його численних інтерв'ю постає цікавий портрет «зірки» західної естради і кіно наших днів. Книгу він видав, звичайно, з постійного прагнення до самореклами, тим більше Челентано відчуває, що слава його не вічна. Однак навряд чи варто було йому так самооголюватися. Ефект від книги сумнівний. Якщо для кола шанувальників, який дедалі більше звужується, це "біблія", то для всіх інших — мішень для критичних стріл, привід посміятися над примітивністю і лжеспонтанністю співака-актора. Челентано постає перед читачем нудним моралізатором, його міркування про любов, дружбу, обов'язок дійсно примітивні, часом вульгарні і разом з тим пронизані вірою в бога, в якесь абстрактне добро. У нинішніх його висловлюваннях, як і в останніх піснях, вже мало залишилося від колишніх закликів до справедливості, до миру на землі, до боротьби проти влади грошей. Книга його до ладу проповідям католицького священника де-небудь в церкві на міланській околиці перед не надто грамотною паствою. Адріано запевняє, що для нього існують тільки три речі: будинок, церква і кіно, що він працює як каторжний, з ранку до ночі. Що у нього немає політичних поглядів, що "єдине, до чого слід прагнути в житті, — це любов, і ніколи не треба забувати про простоту і безпосередність, які ми мали в дитинстві". Він нудно скаржиться на брак освіти, який відчувається ним самим, культури, а ще більше — на високі податки. Головним в житті, крім роботи, сім'ї, церкви, вважає ігри. Його улюблені — кулі, теніс, футбол[...] [...] Іронізуючи над книгою Челентано, критики ставлять собі питання: у чому ж все-таки причини його успіху? Їхні думки журнал „Еспрессо“ публікує під характерним загальним заголовком: "Симпатичний реакціонер". "Він наділений тим родом хитрості, який полягає в тому, щоб також і свої недоліки видавати за гідності... А крім того, він настільки дурашливий в своєму прагненні чи то жартома, чи то серйозно вічно вилазити вперед, що мимоволі викликає симпатію", — говорить, наприклад, письменник Оресте Дель Буоно» — радянський кінознавець Георгій Богемський, збірка щорічника «Екран» (1986) | Праві лапки |